# Anosia nesippus
Anosia nesippus är en fjärilsart som beskrevs av Felder 1862. Anosia nesippus ingår i släktet Anosia och familjen praktfjärilar. Inga underarter finns listade i Catalogue of Life.